# Belize nos Jogos Olímpicos de Verão de 2024
Belize participou nos Jogos Olímpicos de Verão de 2024 em Paris, entre 26 de julho de 2024 a 11 de agosto de 2024. Foi a 14.ª participação da nação nas Olimpíadas, embora tenha aparecido em duas edições prévias sob a denominação "Honduras Britânicas" (1968 na Cidade do México, e 1972 em Munique).
A delegação de atletas de Belize consistiu de um único competidor, o velocista Shaun Gill, que empatou entre as menores delegações de atletas de um país nestes Jogos. Gill se classificou por meio de uma vaga universal dada pela World Athletics. Ele foi o porta-bandeira nas cerimônias de abertura e encerramento.

## Competidores
Abaixo está a lista do número de competidores nos Jogos.
| Esporte   | Masculino | Feminino | Total |
| --------- | --------- | -------- | ----- |
| Atletismo | 1         | 0        | 1     |
| Total     | 1         | 0        | 1     |

## Desempenho

### Atletismo
Belize recebeu uma vaga de Universalidade da World Athletics para enviar um atleta para as Olimpíadas.
- Q = Qualificado para a próxima fase
- q = Qualificado para a próxima fase como o perdedor mais rápido ou, em eventos de campo, pela posição sem atingir o alvo para qualificação
- NR = Recorde nacional
- N/A = Fase não aplicável para o evento
- Bye = Atleta não precisou disputar aquela fase

Eventos de pista e estrada
| Atleta     | Evento          | Preliminar | Preliminar | Baterias    | Baterias    | Semifinal   | Semifinal   | Final       | Final       | Ref.  |
| Atleta     | Evento          | Resultado  | Pos.       | Resultado   | Pos.        | Resultado   | Pos.        | Resultado   | Pos.        | Ref.  |
| ---------- | --------------- | ---------- | ---------- | ----------- | ----------- | ----------- | ----------- | ----------- | ----------- | ----- |
| Shaun Gill | 100 m masculino | 11.17      | 6          | Não avançou | Não avançou | Não avançou | Não avançou | Não avançou | Não avançou | [ 4 ] |